# Alex Milits
Alex Milits, född 19 januari 1932 i Pankjavitsa, dåvarande Estland, död 11 juni 2012, var en svensk-estländsk författare och översättare.
Hans mor dog några år efter hans födelse och fadern, officeren August Milits, avled i kriget. Milits togs om hand till en bekant till familjen och flydde med sin fosterfamilj till Sverige 1944.   I Sverige sysslade han bland annat med boxning; han deltog i 130 tävlingsmatcher och vann 100, men avslutade karriären efter ett revbensbrott.   Milits var aktiv både inom det exilestniska föreningslivet och den ryska motståndsrörelsen NTS, som dess representant i Skandinavien.
Som frilansjournalist skrev han för bland andra Expressen. Han hade inlett en bana som översättare på 1960-talet och debuterade som skönlitterär författare med romanen Peter. Barn av ett krig 1978. Som hans viktigaste översättargärning har framhållits översättningen av den estniska nationaleposet Kalevipoeg, som Milits arbetade på i femton år.